# Tommy Pool
Tommy Gayle Pool, född 10 februari 1935 i Bowie, Texas, död 7 juli 1990, var en amerikansk sportskytt.
Pool blev olympisk bronsmedaljör i gevär vid sommarspelen 1964 i Tokyo.